# 이치조 사네테루

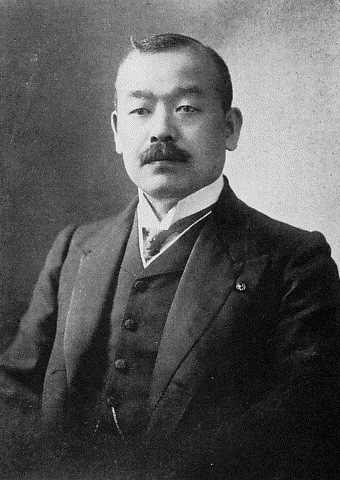
이치조 사네테루 공작

이치조 사네테루(一条実輝)는 일본의 화족, 해군 군인이다. 최종 계급은 해군 대좌이며 작위는 공작이다. 친부는 육군 중장·후작 시조 다카우타(四条隆謌)이며 그의 7남으로 태어났다. 혈통상 고요제이 천황의 8대손. 3남 사네히데는 난부 도시아쓰 백작의 데릴사위가 되어 난부 도시히데로 개명한 뒤 그의 작위를 습작하였다.
|  | 제1대 이치조 공작가 당주 1884년 ~ 1924년 | 후임 이치조 사네타카 |

| 전임 이치조 다다사다 | 제25대 이치조가 당주 | 후임 이치조 사네타카 |